# Liste der Kulturgüter in Zwischbergen
Die Liste der Kulturgüter in Zwischbergen enthält alle Objekte in der Gemeinde Zwischbergen im Kanton Wallis, die gemäss der Haager Konvention zum Schutz von Kulturgut bei bewaffneten Konflikten, dem Bundesgesetz vom 20. Juni 2014 über den Schutz der Kulturgüter bei bewaffneten Konflikten sowie der Verordnung vom 29. Oktober 2014 über den Schutz der Kulturgüter bei bewaffneten Konflikten unter Schutz stehen.
Objekte der Kategorien A und B sind vollständig in der Liste enthalten, Objekte der Kategorie C fehlen zurzeit (Stand: 1. Januar 2023).

## Kulturgüter
| Foto |                                                                                                | Objekt                                                        | Kat. | Typ | Standort                                 | Beschreibung |
| ---- | ---------------------------------------------------------------------------------------------- | ------------------------------------------------------------- | ---- | --- | ---------------------------------------- | ------------ |
| BW   | Datei hochladen · Wikidata zu Neuzeitliche Siedlungsruinen des Goldbergwerks Gondo (Q29573952) | Neuzeitliche Siedlungsruinen des Goldbergwerks KGS-Nr.: 07229 | A    | F   | Gondo, Hof 654149 / 115400               |              |
| ja   | Datei hochladen · Wikidata zu Sust von Stockalper (Q3995294)                                   | Stockalperturm KGS-Nr.: 07231                                 | B    | G   | Gondo, Simplonstrasse 30 654169 / 116285 |              |